# Войнов, Войн
Войн Йорданов Войнов (болг. Войн Йорданов Войнов; род. 7 сентября 1952, Чепинци) — болгарский футболист, игравший на позиции вингера, и тренер.

## Клубная карьера
Молодёжную карьеру провёл в клубе «Левски». В 1972 году стал выступать за основную команду, цвета которой и защищал на протяжении всей своей карьеры длившейся десять лет. Большинство времени, проведенного в составе «Левски», являлся основным игроком. За это время по три раза становился национальным чемпионом и обладателем Кубка Болгарии. Кроме того, команда дважды выходила в четвертьфинал европейских соревнований — Кубка УЕФА в сезоне 1975/1976 и Кубка обладателей кубков через год. В общей сложности за карьеру Войнов провёл 226 матча и забил 36 голов в чемпионате, 42 матча и 10 голов в национальном кубке и 29 матчей и 4 гола в европейских турнирах.

## Карьера за сборную
Дебют за национальную сборную Болгарии состоялся 18 апреля 1973 года в матче Кубка Балкан против сборной Турции. Всего в рамках этого турнира, продолжавшегося до 1976 года, сыграл в 3 играх и стал победителем соревнований. Был включён в состав на чемпионат мира 1974 года в ФРГ, где сыграл во всех 3 матчах сборной на этом турнире. Всего Войнов сыграл за сборную 32 матча.

## Карьера тренера
После окончания карьеры футболиста работал в молодежных и юношеских составах «Левски». Самостоятельную тренерскую карьеру начал в 1994 году, возглавив тренерский штаб пловдивского «Локомотив».
В течение тренерской карьеры также возглавлял команды «Хебыр», «Беласица» (Петрич), «Родопа», «Сливнишки герой», «Минёр», «Академик» (София), «Локомотив» (Мездра), «Банско», «Любимец 2007», «Рилски спортист» и «Локомотив» (Пловдив).
Последним местом тренерской работы был клуб Обориште, главным тренером команды которого Войнов был с 2018 по 2019 года.

## Достижения

### Клубная
- Чемпион Болгарии: 1973/74, 1976/77, 1978/79
- Обладатель Кубка Болгарии: 1975/76, 1976/77, 1978/79

### Сборная
- Обладатель Кубка Балкан: 1973—1976